# خالدية (الزربة)
خالدية  قرية سوريّة تتبع إداريّاً لمحافظة حلب منطقة جبل سمعان ناحية الزربة، بلغ تعداد سكانها 751 نسمة حسب التعداد السكاني لعام 2004.